# Al McCandless
Al McCandless właściwie Alfred A. McCandless (ur. 23 lipca 1927 w Brawley, zm. 9 sierpnia 2017 w La Quinta) – amerykański polityk, członek Partii Republikańskiej.

## Działalność polityczna
W okresie od 3 stycznia 1983 do 3 stycznia 1993 był przez pięć kadencji przedstawicielem 37. okręgu, a następnie do 3 stycznia 1995 przez jedną kadencję przedstawicielem 44. okręgu wyborczego w stanie Kalifornia w Izbie Reprezentantów Stanów Zjednoczonych.